# Беньямін Крістенсен
Беньямі́н Крі́стенсен (дан. Benjamin Christensen; 28 вересня 1879, Віборг, Данія — 2 квітня 1959, Копенгаген, Данія) — данський кінорежисер, сценарист, кінопродюсер та актор.

## Біографія
Беньямін Крістенсен народився у Віборзі, Данія; був наймолодшим з дванадцяти дітей у сім'ї.
Навчався на медичному факультеті Копенгагенського університету, потім у театральній школі. З 1902 року працював співаком в оперному театрі, був актором та режисером у Королівському театрі Данії.
У 1906 році Беньямін Крістенсен уперше знімається в кіно як актор, а з 1911 року виступає сценаристом. У 1913 році він організував власну фірму «Данск біограф компані» (дан. Dansk - Biograf Kompagnie) та поставив фільм «Таємничий Х», який значно вплинув на розвиток данського кіномистецтва своїм художнім новаторством.
У 1918-21 роках Крістенсен здійснив свою найкращу роботу — дансько-шведський фільм «Відьми», в якому отримали найповніше розкриття творчі досягнення Крістенсена — «висока зображальна культура, строга й оригінальна композиція кадру, виразні великі плани, динамічний монтаж».
У 1923 році Беньямін Крістенсен поїхав до Німеччини, де поставив салонну мелодраму «Хто його дружина?» та зіграв головну роль у фільмі «Міхаель» (1924) режисера Карла Теодора Дреєра.
У 1924 році Крістенсен працював у Голлівуді, де ставив фільми, які мало відрізнялися від стандартної комерційної кінопродукції того часу. Повернувшись у 1939 році на батьківщину, він поставив кілька незначних у художньому відношенні стрічок, після чого у віці 63 років залишив роботу в кіно.

## Фільмографія
Режисер, сценарист і продюсер
| Рік  |     | Назва українською          | Оригінальна назва               | Режисер | Сценарист | Продюсер |
| ---- | --- | -------------------------- | ------------------------------- | ------- | --------- | -------- |
| 1914 |     | Таємничий Х                | Det hemmelighedsfulde X         | Так     | Так       |          |
| 1916 |     | Ніч помсти                 | Hævnens Nat                     | Так     | Так       | Так      |
| 1920 | к/м | Красивий Ірмелін           | Den skønne Irmelin              | Так     |           |          |
| 1920 | к/м | З руками та ногами         | Med Hænder og Fødder            | Так     |           |          |
| 1922 |     | Відьми                     | Häxan                           | Так     | Так       |          |
| 1923 |     | Хто його дружина?          | Seine Frau, die Unbekannte      | Так     | Так       |          |
| 1925 |     | Жінка з поганою репутацією | Die Frau mit dem schlechten Ruf | Так     |           |          |
| 1926 |     | Диявольський цирк          | The Devil's Circus              | Так     | Так       |          |
| 1927 |     | Наруга (Терор)             | Mockery                         | Так     |           |          |
| 1928 |     | Гніздо яструба             | The Hawk's Nest                 | Так     |           |          |
| 1928 |     | Будинок з привидами        | The Haunted House               | Так     | Так       |          |
| 1929 |     | Сім сходинок до Сатани     | Seven Footprints to Satan       | Так     | Так       |          |
| 1929 |     | Будинок страху             | House of Horror                 | Так     | Так       |          |
| 1929 |     | Таємничий острів           | The Mysterious Island           | Так     |           |          |
| 1939 |     | Діти розлучення            | Skilsmissens børn               | Так     | Так       |          |
| 1940 |     | Дитина                     | Barne                           | Так     | Так       |          |
| 1941 |     | Іди додому зі мною         | Gå med mig hjem                 | Так     |           |          |
| 1942 |     | Дама у яскравих рукавичках | Damen med de lyse Handsker      | Так     | Так       |          |

Актор
| Рік  |    | Українська назва                | Оригінальна назва          | Роль                  |
| ---- | -- | ------------------------------- | -------------------------- | --------------------- |
| 1911 | ф  | Доля пояса                      | Skæbnebæltet               | Раву, сліпий органіст |
| 1913 | ф  | Діти на сцені                   | Scenens børn               |                       |
| 1913 | ф  | Маленький Клаус і великий Клаус | Lille Klaus og store Klaus | Великий Клаус         |
| 1914 | ф  | Таємничий Х                     | Det hemmelighedsfulde X    | лейтенант ван Гауен   |
| 1914 | ф  | Заручник                        | Gidslet                    |                       |
| 1914 | кф |                                 | Vingeskudt                 | Пальм                 |
| 1916 | ф  | Ніч помсти                      | Hævnens Nat                | Сильний Генріх        |
| 1922 | ф  | Відьми                          | Häxan                      | Диявол / модний лікар |
| 1924 | ф  | Міхаель                         | Michael                    | Клод Зорет            |